# کواندا-۱۹۱۰
کواندا-۱۹۱۰ (به انگلیسی: Coandă-1910) یک هواپیمای ساختِ کارخانهٔ آنری کواندا در کشور رومانی و فرانسه است که در سال ۱۹۱۰ ساخته شد.